# 梅克斯海姆
梅克斯海姆是德国巴登-符腾堡州的一个市镇。总面积16.33平方公里，总人口5248人，其中男性2638人，女性2610人（2011年12月31日），人口密度321人/平方公里。